# Stichopogon dubiosus
Stichopogon dubiosus là một loài ruồi trong họ Asilidae. Stichopogon dubiosus được Villeneuve miêu tả năm 1920. Loài này phân bố ở vùng Cổ Bắc giới.